# Марк Бартра
Марк Бартра Арегал (шп. Marc Bartra Aregall; 15. јануар 1991) шпански је фудбалер који игра у одбрани и тренутно наступа за Бетис.